# آناتولی باشاشکین
آناتولی باشاشکین (روسی: Анатолий Васильевич Башашкин؛ ۲۳ فوریه ۱۹۲۴ – ۲۷ ژوئیهٔ ۲۰۰۲) بازیکن و مربی فوتبال اهل اتحاد جماهیر سوسیالیستی شوروی بود.
از باشگاه‌هایی که در آن بازی کرده‌است می‌توان به باشگاه فوتبال زسکا مسکو، و باشگاه فوتبال اسپارتاک مسکو اشاره کرد.
وی به‌همراه تیم ملی فوتبال شوروی به مقام قهرمانی فوتبال در بازی‌های المپیک تابستانی ۱۹۵۶ دست پیدا کرده‌است.